# Goryń (województwo mazowieckie)

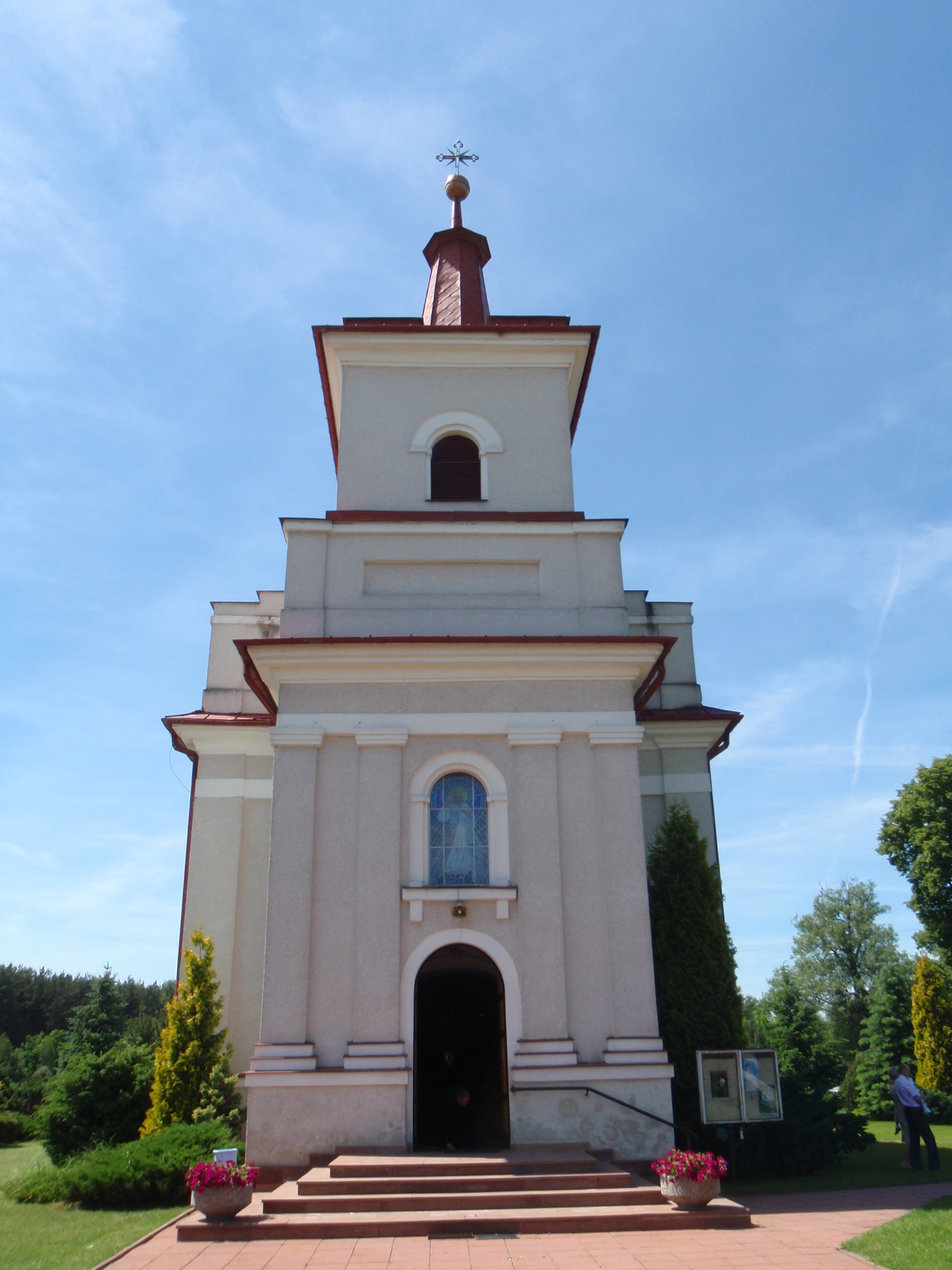
Kościół Wniebowzięcia NMP w Goryniu z I połowy XIX wieku

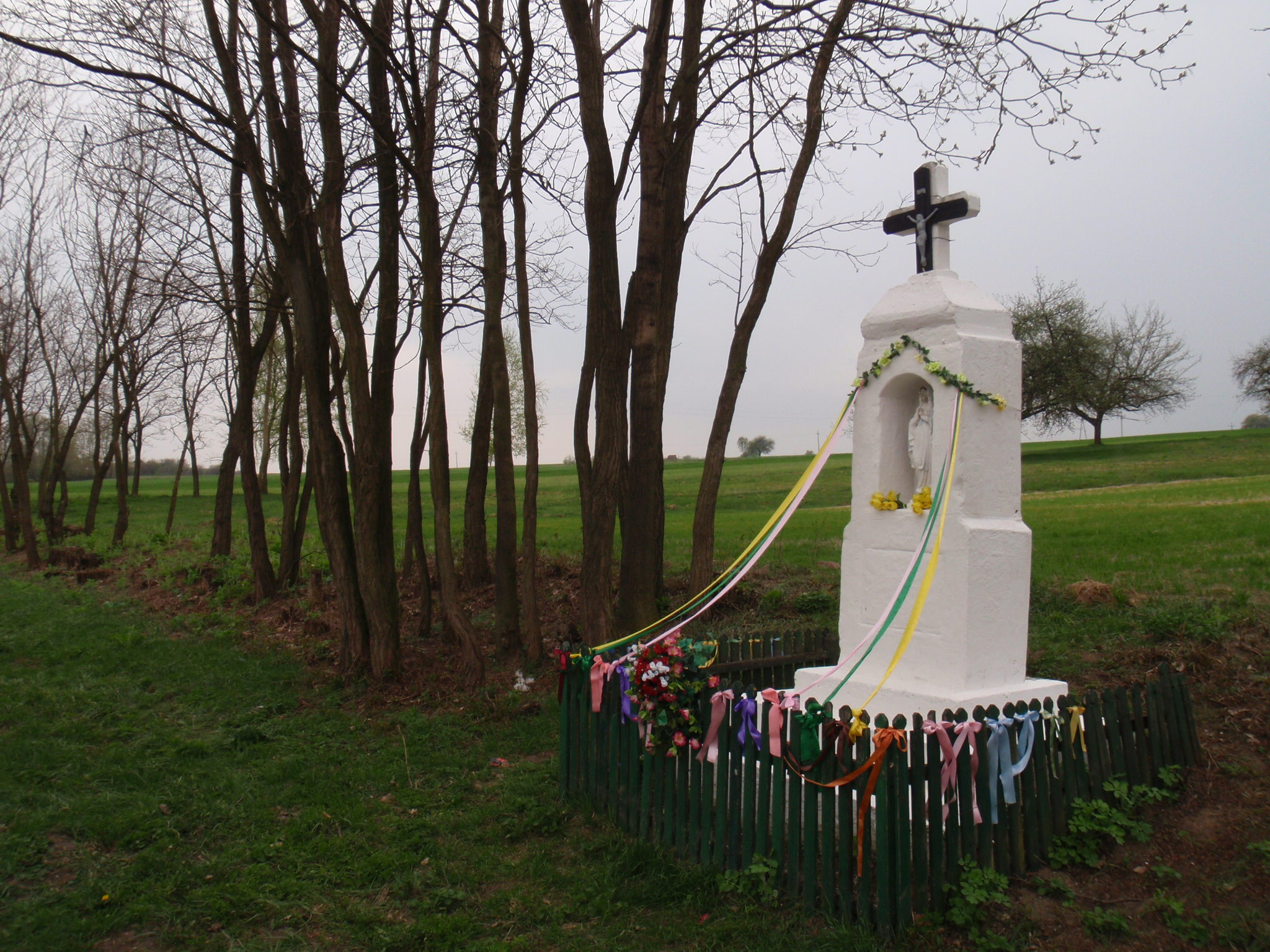
Kapliczka przydrożna w Goryniu Kolonii

Goryń – wieś w Polsce położona w województwie mazowieckim, w powiecie radomskim, w gminie Jastrzębia. Ma status sołectwa.
Wieś jest siedzibą  rzymskokatolickiej parafii Wniebowzięcia Najświętszej Maryi Panny.

## Położenie geograficzne i układ przestrzenny
Goryń jest położony na Równinie Kozienickiej w pobliżu Równiny Radomskiej. Leży w bezpośrednim sąsiedztwie Puszczy Kozienickiej i utworzonego na jej terenie Kozienickiego Parku Krajobrazowego. Leży nad Radomką, lecz zabudowania położone najbliżej rzeki są od niej oddalone o około 400 metrów na północny zachód. Przez wieś płynie również bezimienny dopływ Radomki, mający źródła w Woli Goryńskiej, na którym założono stawy. W Goryniu odkryto złoża węgla brunatnego, które jednak nie są eksploatowane.
Wieś rozciąga się wzdłuż drogi wiodącej po łuku z Woli Goryńskiej do Ignacówki Bobrowskiej. Można rozróżnić główną część wsi oraz Kolonię Goryń położoną na północny wschód od skrzyżowania głównej drogi z drogą wiodącą do Mąkos Starych. Przed II wojną światową niewielka część zabudowań wsi leżała nad samą rzeką.
Prywatna wieś szlachecka, położona była w drugiej połowie XVI wieku w powiecie radomskim województwa sandomierskiego. W latach 1975–1998 miejscowość administracyjnie należała do województwa radomskiego.

## Historia Gorynia
Najstarsze ślady osadnictwa w okolicy (cmentarzysko) pochodzą z okresu neolitu.
Goryń istniał już w XII wieku Pierwsze wzmianki dotyczące tutejszego kościoła i parafii dotyczą XV wieku. W tym czasie właścicielami wsi byli Goryńscy herbu Ogończyk. W czasach reformacji nieznani z nazwiska właściciele Gorynia przeszli na kalwinizm, lecz ich spadkobiercy byli katolikami. W 1699 właścicielem Gorynia był Piotr Boglewski. W 1701 r. rozpoczął się trwający do lat trzydziestych XIX w. spór graniczny z Jastrzębią na tle zmiennego przebiegu granicznej Radomki. Pod koniec XVIII wieku był własnością Puławskich.
Znajdujący się w Goryniu kościół wzniesiono w latach 1840–1843 r. W latach czterdziestych XIX wieku powstała, nie pierwsza zapewne w historii wsi, karczma. W tym czasie właścicielem Gorynia był Andrzej Deskur i jego żona Helena, po nich jego bratanek Stanisław i jego żona Klementyna. Właścicielem Gorynia w XIX w. był także Karol Gordon de Huntley. 
Na miejscowym cmentarzu umieszczony jest pomnik ku czci około 700 jeńców radzieckich, pomordowanych przez Niemców w istniejącym w okolicy w czasie wojny obozie pracy.

## Ważniejsze obiekty i turystyka
- Kościół Wniebowzięcia Najświętszej Maryi Panny w Goryniu z pierwszej połowy XIX wieku Według rejestru zabytków Narodowego Instytutu Dziedzictwa[18] nr rej.:488 z 23.03.1957 r.
- Stary kościół rzymskokatolicki - obecnie nie istnieje
- Cmentarz z pomnikiem jeńców radzieckich

Przez Goryń przebiega czerwony szlak rowerowy prowadzący z Bartodziej do Czarnolasu.

## Transport i komunikacja
Przez Goryń przebiegają jedynie drogi o klasie niższej niż droga wojewódzka.
Od 1934 r. w pobliżu wsi przebiega linia kolejowa łącząca Warszawę z Radomiem - stacja Bartodzieje.
Miejscowość jest obsługiwana w zakresie komunikacji autobusowej przez przedsiębiorstwa MPK Radom oraz PPKS Radom.

## Edukacja i ochrona zdrowia
We wsi nie ma szkoły podstawowej — najbliższe znajdują się w Woli Goryńskiej i Mąkosach Starych, a przedszkole — w Jastrzębi. Najbliższa biblioteka publiczna mieści się w Mąkosach Starych, a ośrodki zdrowia — w Jastrzębi i Bartodziejach.

## Religie

### Katolicyzm
Dane dotyczące pierwszego kościoła w Goryniu, a także miejscowej parafii nie są precyzyjne. O istnieniu parafii w Goryniu wspomina Jan Długosz w swych Liber Beneficiorum Dioecesis Cracoviensis. Istnieją także informacje, jakoby pierwszy tutejszy kościół powstał na początku XV wieku. Był wykonany z drewna modrzewiowego i został rozebrany podczas budowy nowego kościoła w latach 1840–1843. Nowy kościół, pod wezwaniem Wniebowzięcia NMP, istnieje do dziś i jest kościołem parafialnym w dekanacie jedlińskim.

### Protestantyzm
Miejscowy kościół przez 40 lat w okresie reformacji był zborem kalwińskim, z czego wniosek, że przynajmniej ówcześni właściciele Gorynia należeli do tego wyznania.

### Judaizm
Żydzi osiedlali się w Goryniu, lecz byli stosunkowo nieliczni. Najbliższe gminy wyznaniowe, do których mogli należeć znajdowały się w Radomiu, Głowaczowie i Białobrzegach.

## Demografia
- W 1827 r. - 283 mieszkańców[16]
- W 1881 r. - 488 mieszkańców z czego 10 Żydów[16]
- Obecnie - 1318 mieszkańców[potrzebny przypis]

W Goryniu urodził się:
- Antoni Wieczorkiewicz - oficer WP podejrzewany o zamach na Warszawską Cytadelę w 1923.
- Józef Kobiałko ps. Franciszek, Kazimierz, Walek (ur. 20 października 1884, zm. listopad 1941 w KL Auschwitz) – działacz socjalistyczny i niepodległościowy. Członek Organizacji Bojowej PPS, zastępca senatora wybrany w 1935 roku w województwie lubelskim[21], kawaler Orderu Virtuti Militari.